# Перекупной переулок
Перекупно́й переу́лок — переулок в Центральном районе Санкт-Петербурга. Проходит от Невского проспекта до проспекта Бакунина.

## История, достопримечательности, здания
Название переулка связано с располагавшимся неподалёку конным рынком (существовал до 1890 года). Участок от Конной улицы до нынешней Херсонской улицы с 1836 по 5 марта 1871 года назывался Торговым переулком. Название Перекупной появилось в 1851 году.
- В доме № 1 (угол с Невским, 160) жил композитор В. П. Соловьев-Седой
- Дом № 3 — доходный дом 1876 года постройки, архитектор Соловьев Григорий Алексеевич.
- Дом № 5 (угол с Конной улицей, 22) — дом, построенный в 1900 году по проекту К. Г. Прейса. (В здание включен дом, находившийся там ранее).
- Дом № 6 (угол с Конной улицей, 20) построен в 1910 году по проекту К. Э. Маккензена[3].
- Дом № 7 — Санкт-Петербургская детская художественная школа № 19 Центрального района[4]. Здание построено в 1901 году, архитектор Г. П. Хржонстовский. В этом доме в квартире 20 жил Марк Шагал[5].
- Дом № 9 — доходный дом гражданского инженера Фёдора Лумберга, построенный в стиле модерн по его собственному проекту в 1903 году[6][7].  7832185000
- Дом № 12 — Собственный доходный дом архитектора Карла Шмидта (1901—1902). Жилой дом, также здесь располагался музыкальный клуб «Молоко»[8] и находится «Парамон-Театр» (бывший «Маленький Петербургский Театр») под руководством Григория Кофмана[9][10].